# Академия изящных искусств (Загреб)
Загребская академия изящных искусств (хорв. Akademija likovnih umjetnosti u Zagrebu; аббревиатура — ALU) — художественная академия в столице Хорватии городе Загребе, главный вуз этой специализации в стране. Входит в структуру Загребского университета.

## История
Академия была основана в июне 1907 года под названием Королевская высшая школа искусств и ремёсел (хорв. Kraljevsko zemaljsko više obrazovalište za umjetnost i umjetni obrt) и сначала имела три отделения — скульптуры, живописи и художественного образования (педагогическое). Первыми профессорами Академии были Роберт Ауер, Менци Клемент Црнчич, Роберт Франгеш-Миханович, Рудольф Валдец, Отон Ивекович, Бела Чикош-Сесия и Бранко Шеноа.
С 1926 года в составе Академии непродолжительное время действовал архитектурный факультет, который возглавлял Драго Иблер. Отделение графики было создано в 1956 году которое возглавлял профессор Марьян Детони, отделение реставрационных работ — в 1997 году, отделение анимации и новых медиа создали в Академии в 1998 году. Таким образом, сейчас Загребская академия изящных искусств имеет 6 отделений, в её стенах учатся около 350 студентов.
Среди известных учеников — Марина Абрамович, Отон Глиха, Фадил Хаджич, Альфред Фредди Крупа, Эдо Муртич, Димитрий Попович, Ваня Радауш, Желько Сенечич, Йеролим Мише и Горан Трбуляк и многие другие.

## Структура
По состоянию на 2010 год в структуре Загребской академии изящных искусств 6 отделений:
- живописи;
- графики;
- скульптуры;
- арт-образования (педагогическое);
- реставрационно-консервационных работ;
- анимации и новых медиа.